# Iveco Bus
A Iveco Bus, anteriormente Irisbus, é uma fabricante de ônibus com sede em Turim. sendo uma divisão da Iveco, subsidiária do Grupo Tata  Ela é uma empresa constituída sob a lei holandesa e também é listada na Borsa Italiana. 

## História
Em 1975, a Fiat Bus fundou a empresa Iveco (Industrial Vehicle Corporation), que gradualmente assumiu as operações da Officine Meccaniche (OM) e Orlandi na Itália, Berliet, Renault, Chausson e Saviem na França, Karosa na República Tcheca, Magirus-Deutz na Alemanha e Pegaso na Espanha. Com a integração da Renault Bus em 1999, a Iveco Bus se tornou Irisbus.
A empresa franco-italiana foi criada em janeiro de 1999 por meio da fusão entre as divisões de ônibus da Renault Véhicules Industriels e as divisões de ônibus da Fiat Industrial e Iveco, com a Ikarus Bus adicionada no final de 1999.
De 2003 a 2010, a Irisbus foi 100% de propriedade da IVECO do Grupo Fiat, e a empresa foi denominada Irisbus Iveco. Em 14 de setembro de 2011, a Fiat Industrial anunciou o fechamento da fábrica italiana de Flumeri, devido a uma redução drástica na produção, preparando a mudança das atividades para Annonay, na França.
O nome Irisbus foi alterado e a divisão é uma filial da Iveco, renomeada como Iveco Bus em maio de 2013, após um plano de reorganização. Todos os novos ônibus agora são vendidos sob a marca IVECO, assim como todos os outros veículos rodoviários comerciais produzidos pela subsidiária.
A empresa está sediada em Turim e possui escritórios em Lyon, Watford e Mainz. Os ônibus são desenvolvidos em um dos dois centros de Pesquisa e Desenvolvimento, um na Itália e outro na Suíça. Os motores que impulsionam os ônibus Iveco foram desenvolvidos na Itália pela FTP Industrial.
Em 25 de fevereiro de 2020, a Iveco e a Otokar assinam um acordo para a produção conjunta de ônibus na fábrica de Sacaria, na Turquia, para serem exportados para a Europa, Oriente Médio e África.
Em 18 de abril de 2023, foi inaugurada a nova área do complexo industrial de Foggia (antiga Sofim) para a fabricação de ônibus e autopullmans. O investimento para a instalação da linha de produção é de cerca de 40 milhões de euros e se beneficia dos fundos disponibilizados pelo pacote da Next Generation EU. A fábrica tem capacidade de produção de 1.000 ônibus por ano.

## Galeria

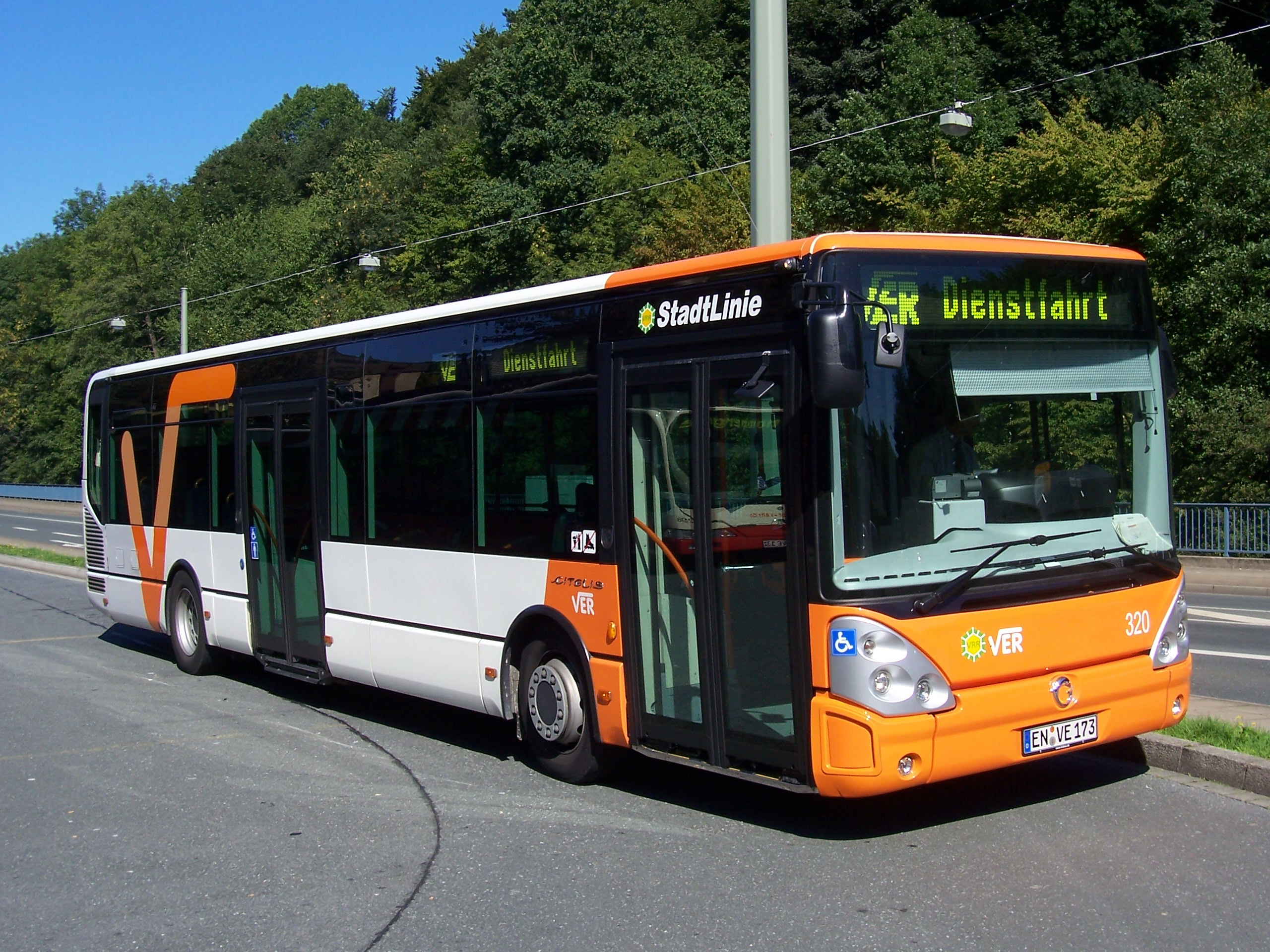
Irisbus Citelis
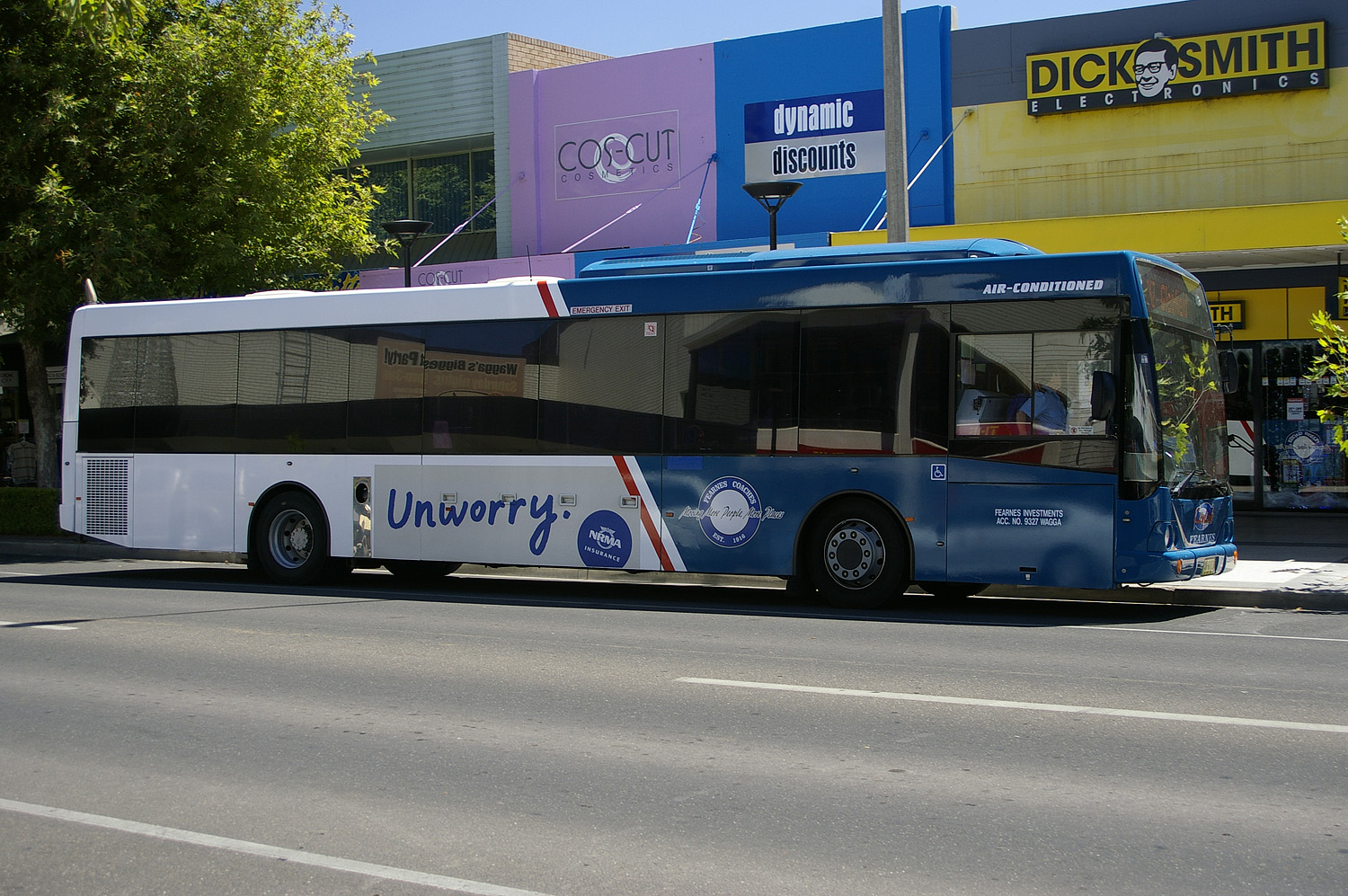
Irisbus Agoraline com carroceria ABM CB60 na Austrália
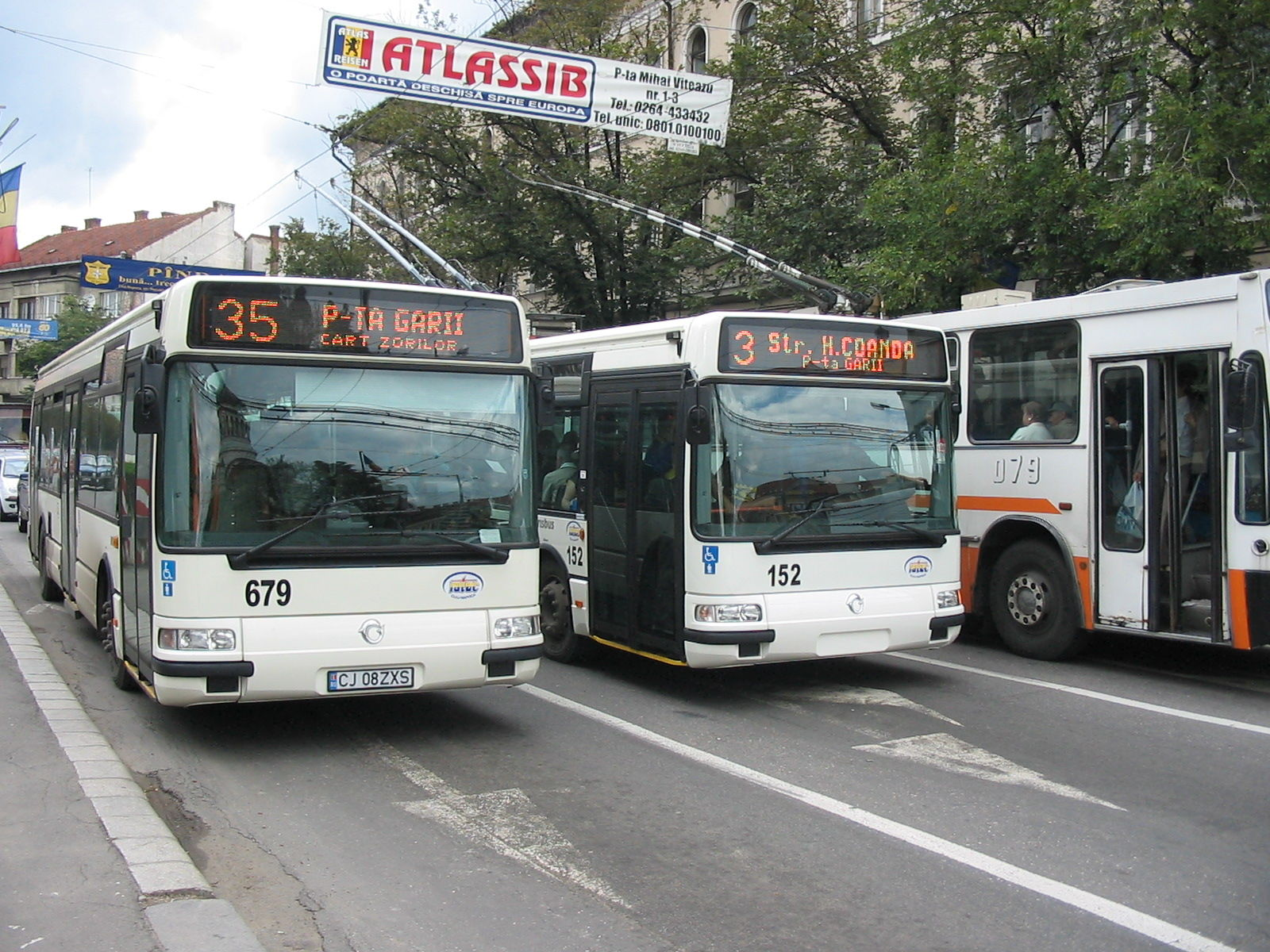
Ônibus e trólebus Irisbus Agora em Cluj-Napoca, Romênia
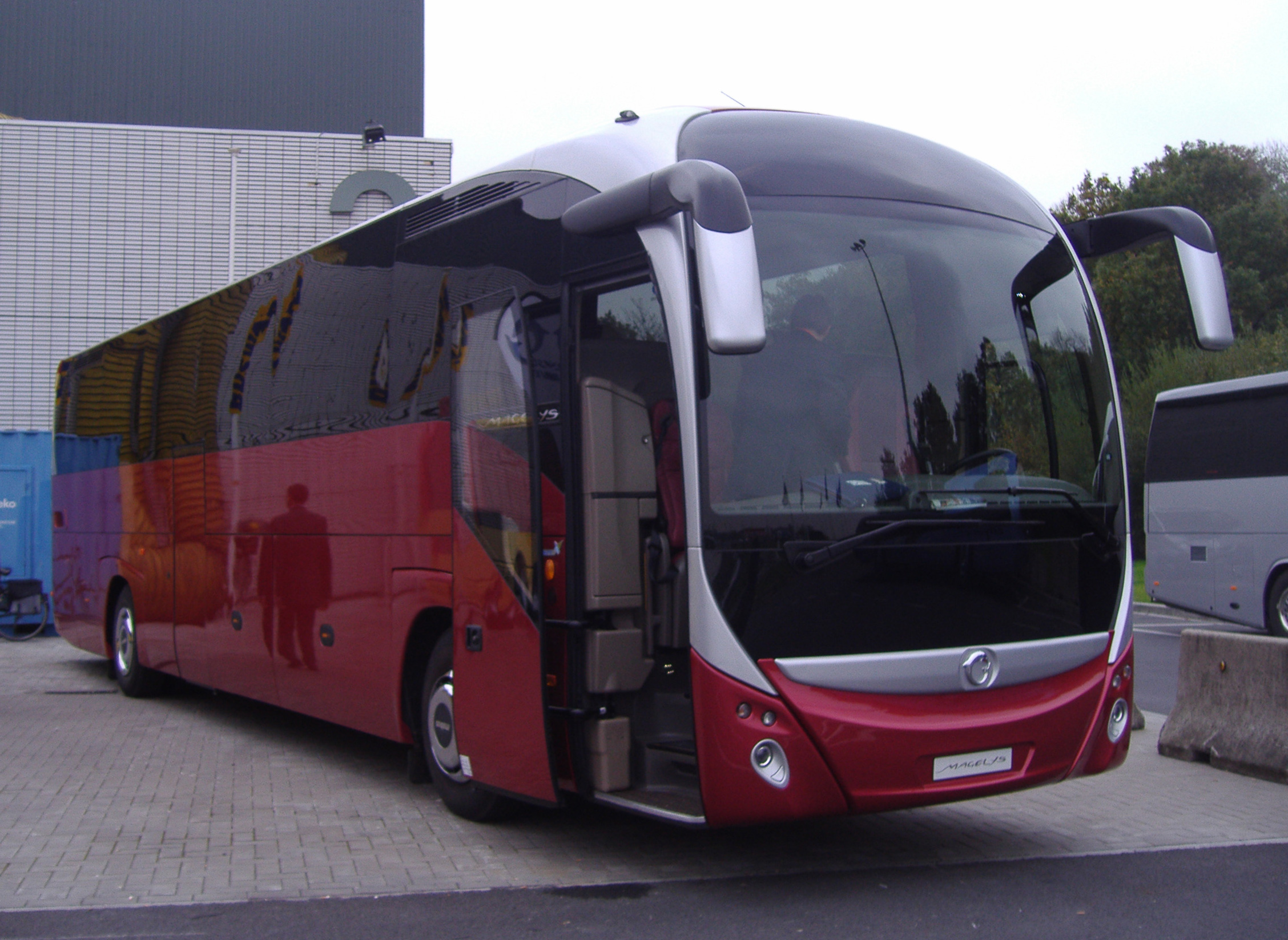
Irisbus Magelys na exposição Busworld 2007 em Kortrijk, Bélgica
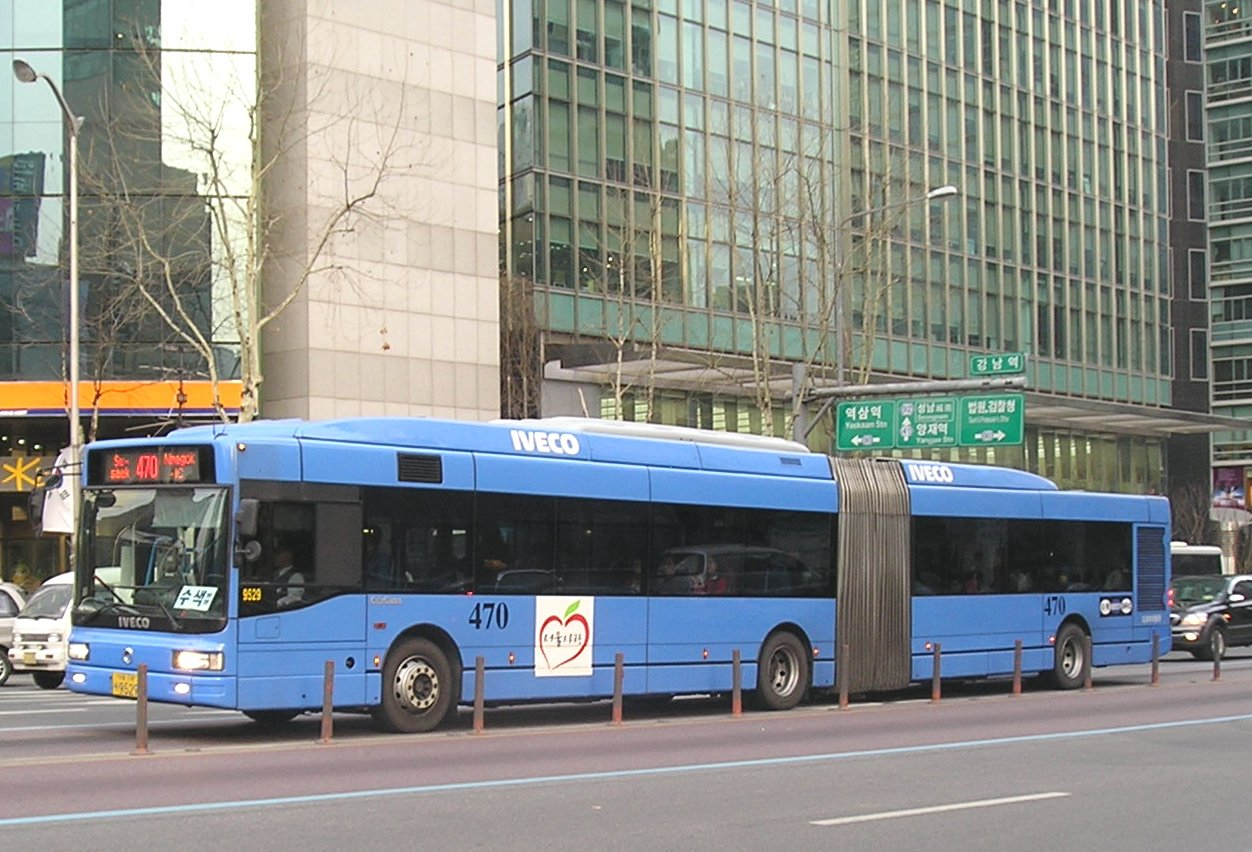
Iveco CityClasse 18 m em Seul, Coreia do Sul
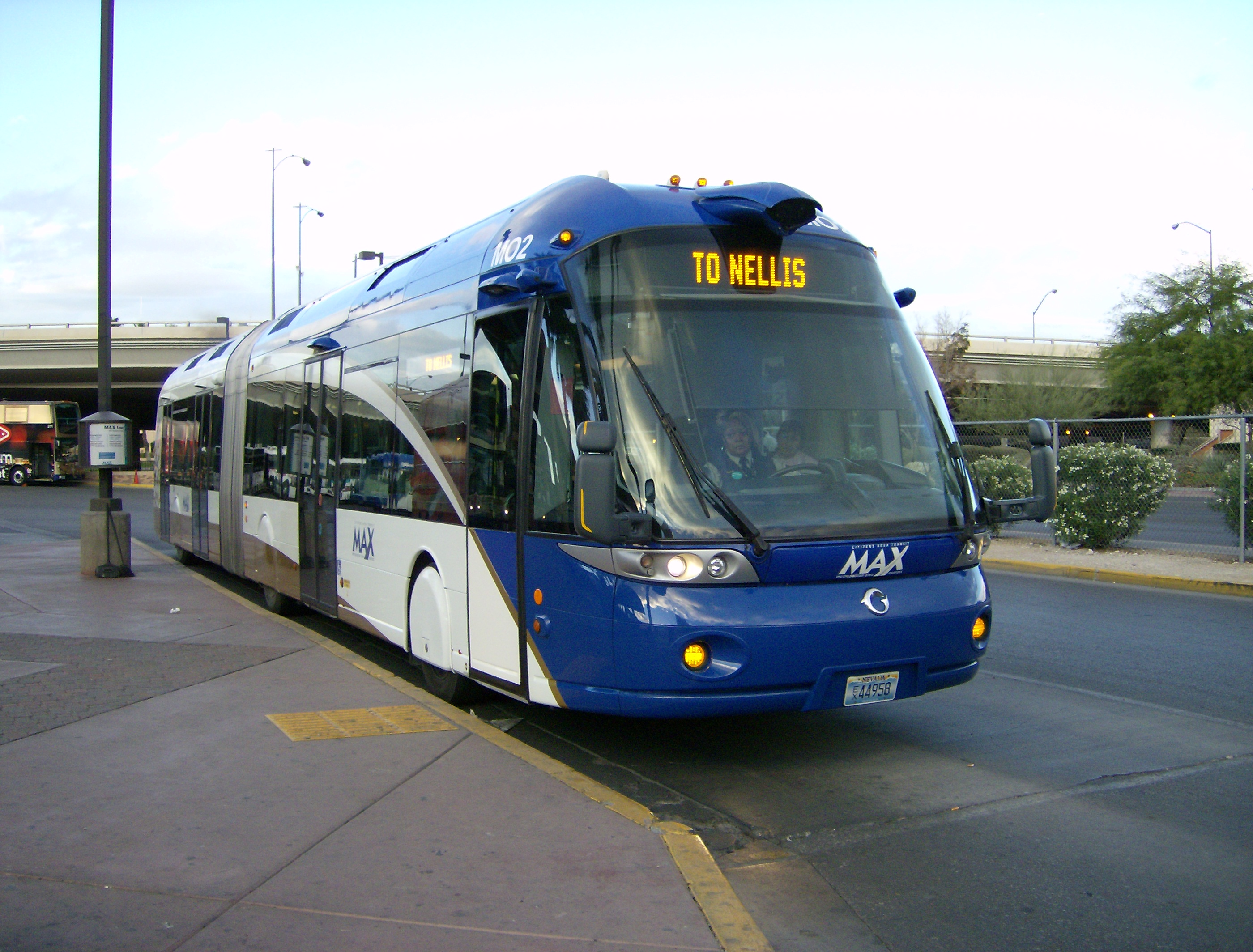
Las Vegas CAT Irisbus Civis
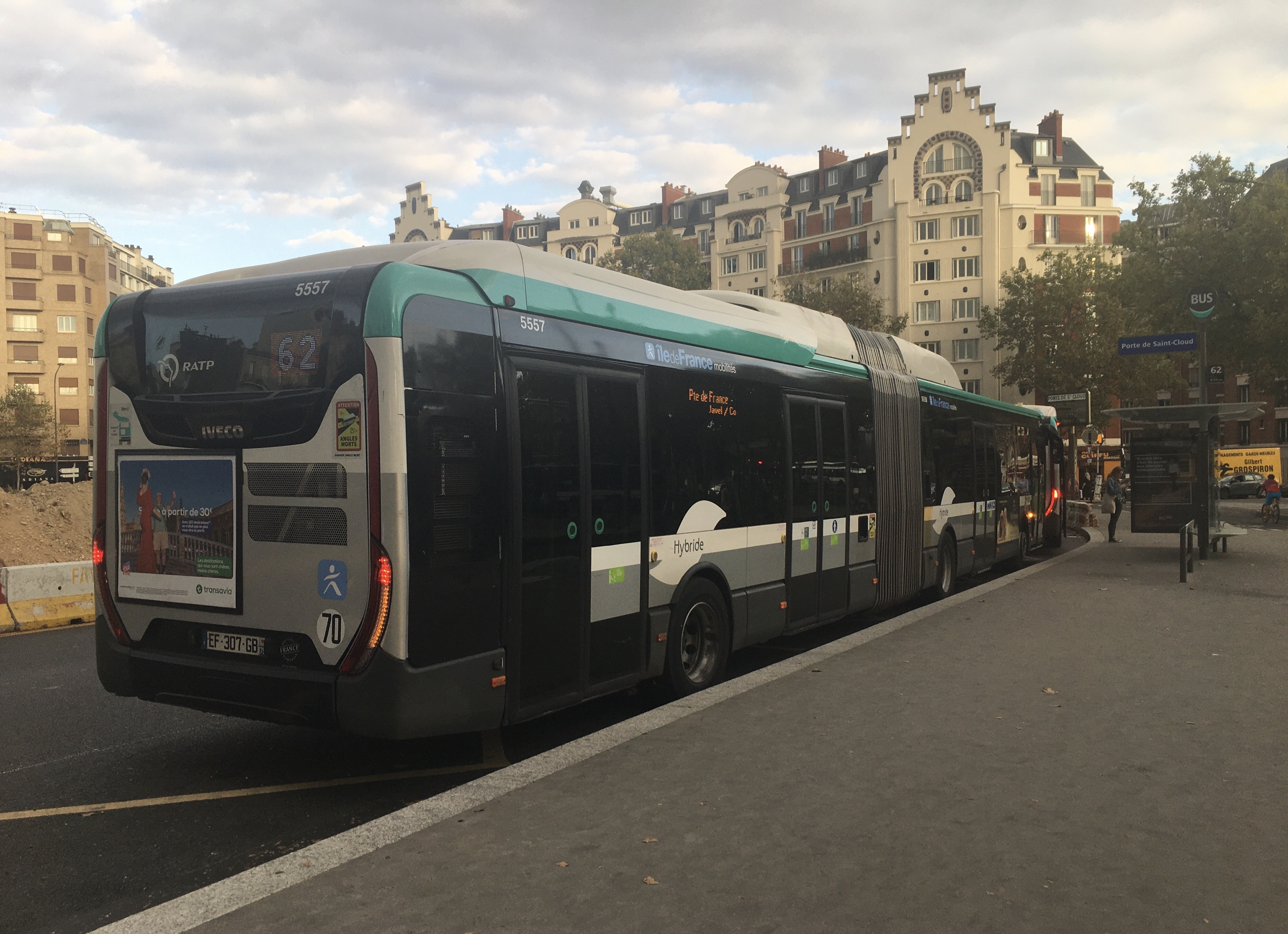
Iveco Bus Urbanway 18 Hybride n°5557 da Linha 62 em Paris, França
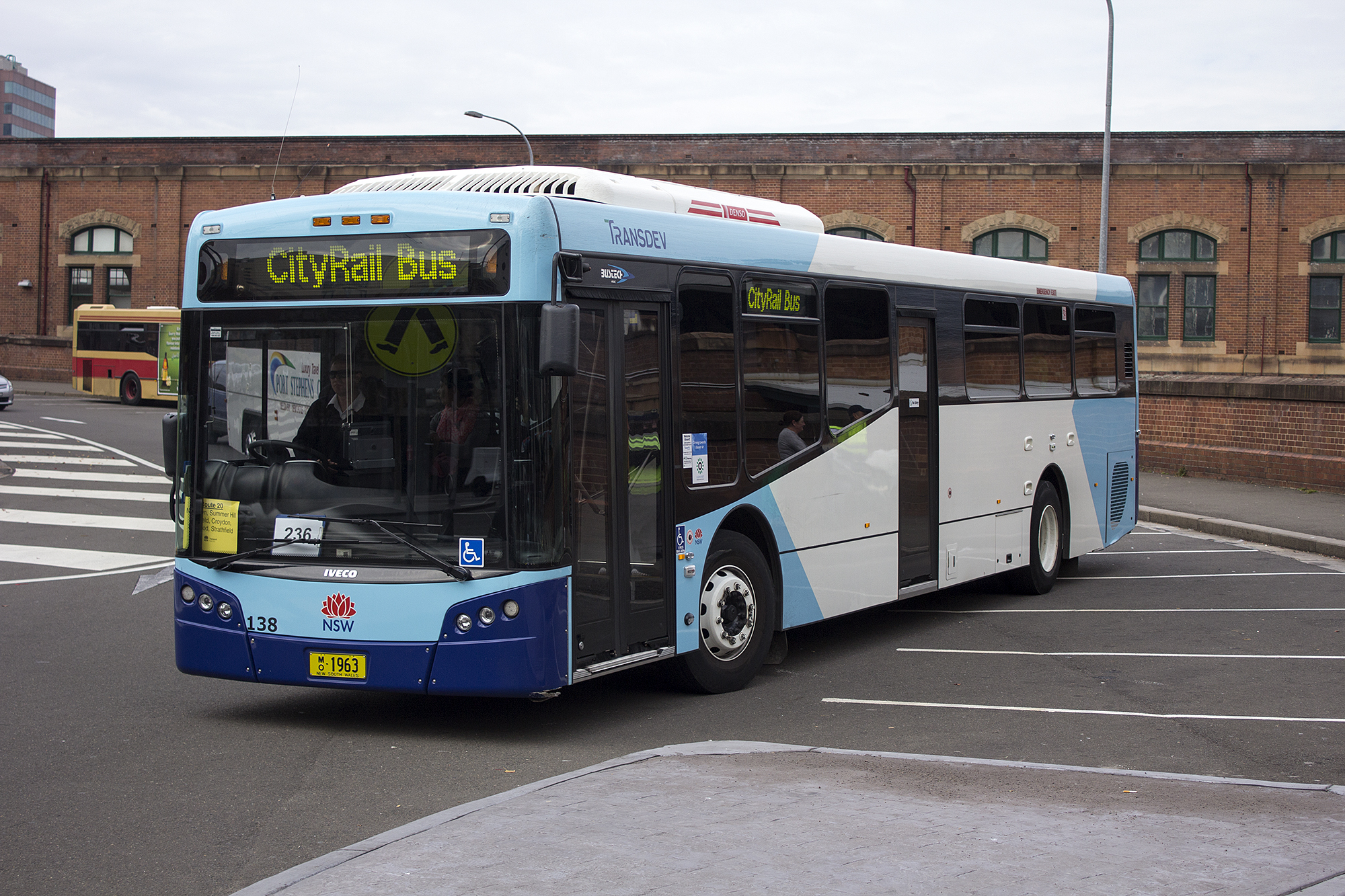
Ônibus Shorelink da Transdev Australiana Iveco Metro
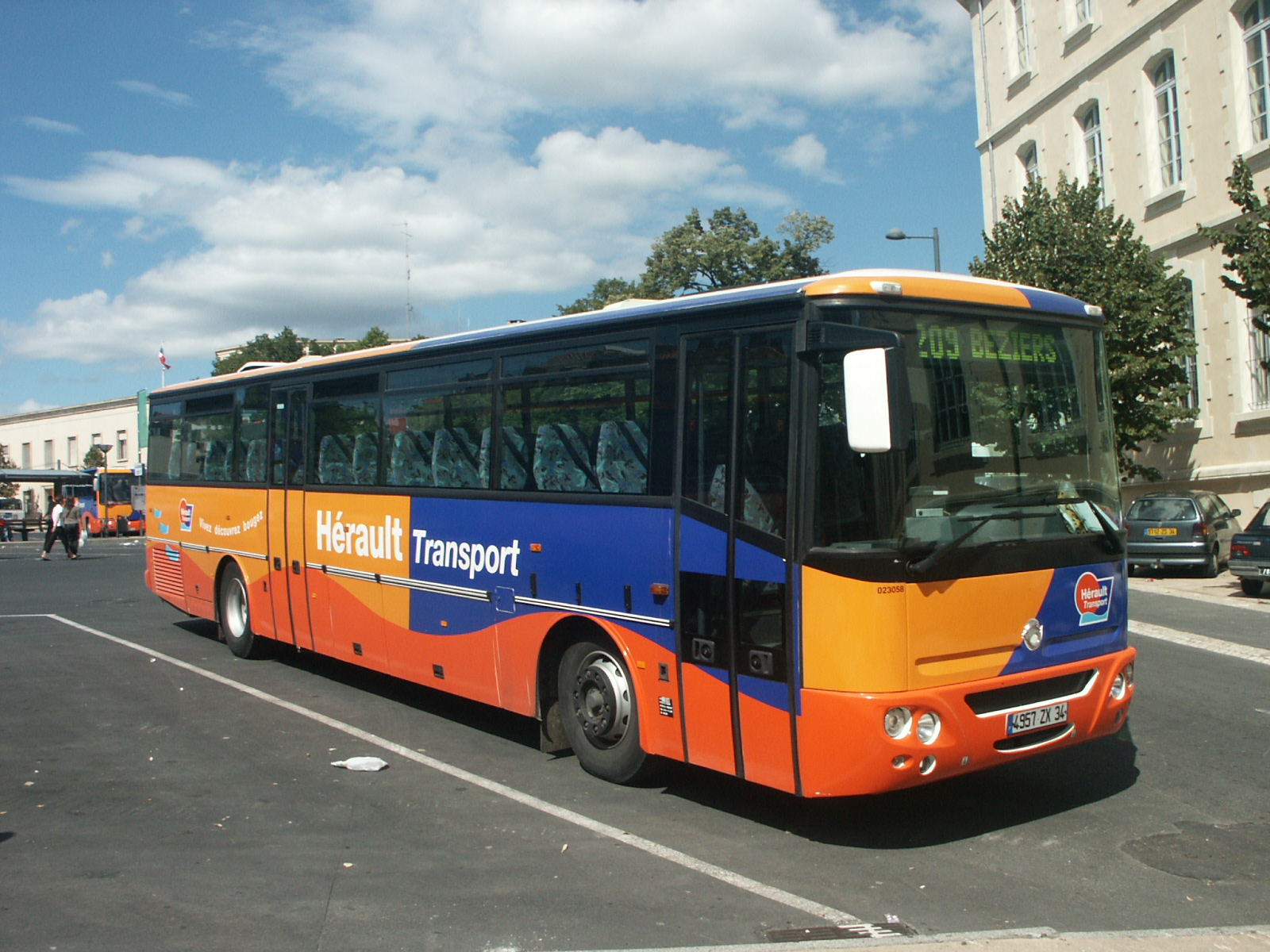
Iribus Axer com Hérault Transport
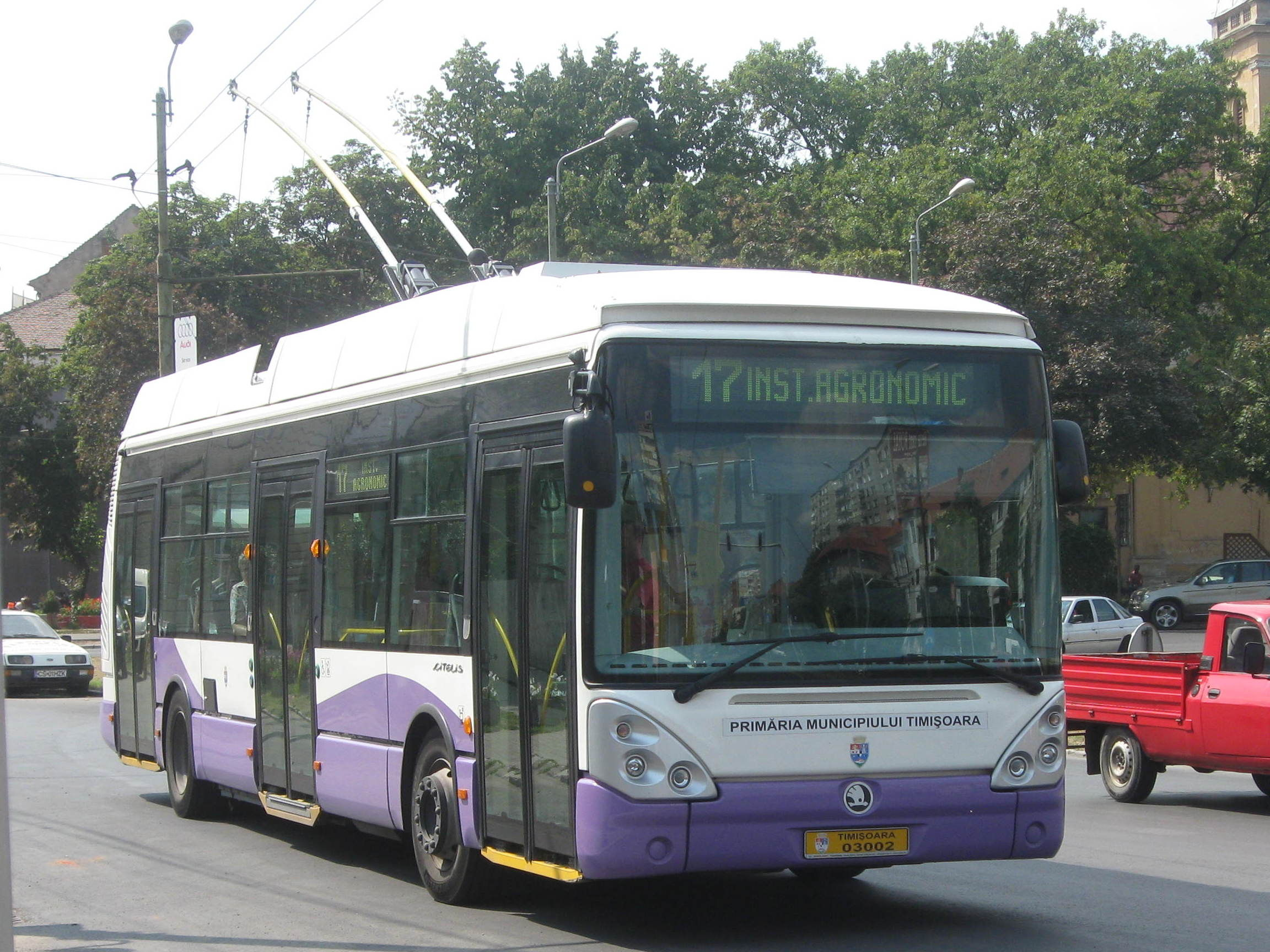
Škoda 24Tr Irisbus citelis em Timișoara, Romênia